# 帕拉·土登为登

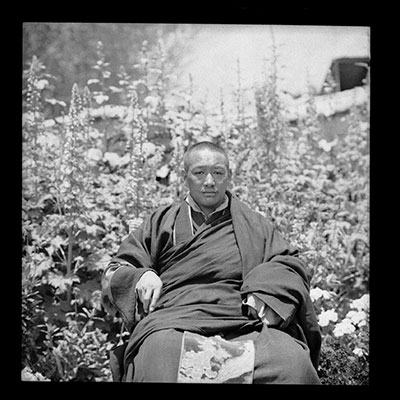
帕拉·土登为登

帕拉·土登为登（藏語：ཐུབ་བསྟན་འོད་ལྡན་，威利转写：thub bstan 'od ldan，1911年—1986年）藏族，西藏拉萨人，西藏贵族，噶厦官员。

## 生平
帕拉·土登为登生于西藏贵族帕拉家族。1929年，帕拉·土登为登任兴尼（Shing-gnher，又译薪聂，即木料管事），1932年任雪仲，1935年任后藏的库土颇（gtsang-khul-thu-phogs，或称颇本，即谷物分配员）。1939年，任孜仲。1942年8月，任堪穷以及絳曲基巧總管。1947年，任仲尼钦莫，该职务令其与达赖关系密切。
1950年底，帕拉·土登为登随达赖赴亚东。1951年初，达赖组建了亚东噶厦。1951年5月31日，《十七条协议》签订的内容传到亚东后，亚东噶厦召集僧俗官员三十余人开会，会上赞成和反对协议的两派争论激烈，帕拉·土登为登、索康·旺清格勒、夏格巴、洛桑三旦等人反对协议，主张达赖出逃国外，但最终主张返回拉萨执行协议的一派占上风。又经张经武当面做达赖工作，1951年7月21日达赖一行启程从亚东返回拉萨。1951年，帕拉·土登为登辞去了仲尼钦莫一职，但仍留在达赖身边侍奉。1954年6月，在达赖是否去北京参加第一届全国人民代表大会第一次会议的问题上，帕拉·土登为登支持原“人民会议”人士阿乐群则及江孜、日喀则的人士请愿，力图阻止达赖赴北京，但达赖最终决定赴北京。1954年，帕拉·土登为登随达赖赴北京。1956年，任西藏自治区筹备委员会委员。
1956年初，四川省甘孜藏区开始民主改革时，理塘寺、巴塘寺发动起義，随后以恩珠仓·贡布扎西、夏格仓·朗加多吉等为首，在整个甘孜地区发动反对民主改革的起義。帕拉·土登为登派人同起義武装保持联系，并且以商队的名义为起義武装运来武器弹药。起義活动很快扩大到西藏昌都地区。1957年5月，由于在当地无法立足，这些起義首领从四川逃到西藏拉萨，在西藏噶厦噶伦柳霞·土登塔巴、先喀·居美多杰和帕拉·土登为登的支持下，成立了统一组织“曲细岗珠”（即四水六岗）。1957年7月，“曲细岗珠”向达赖献“金宝座”，请达赖出面领导该组织，让所有藏区都在6年内不进行民主改革。噶厦中的部分人士也以达赖的名义给“曲细岗珠”赠送礼品，达赖还亲自给500名“曲细岗珠”成员挂哈达。
1957年，美国中央情报局从旅居印度的藏人中挑选6人，在关岛进行4个月训练后空投到西藏，每人配有小型机枪、手枪、电台，其中有两人同恩珠仓·贡布扎西取得联系，并在1958年1月一同到拉萨罗布林卡同帕拉·土登为登秘密会谈，帕拉·土登为登以达赖的名义赠给他们圣物。此后，美国中央情报局又从空中、陆地多次为起義武装提供武器弹药，并且在美国科罗拉多州海尔营地先后训练康巴游击队员170人，将这些人分批空投或从陆地潜回西藏，试图在西藏“建立有效的抵抗运动”。
1959年2月7日，在拉萨布达拉宫举行的传统“跳神大会”上，达赖提出要到西藏军区看西藏军区文工团演出。作为达赖近侍的帕拉·土登为登是整个事件知情人，当时酉藏军区副司令员邓少东、中共西藏工委秘书长郭锡兰亲口将达赖要看演出的愿望告诉了噶伦索康·旺清格勒、达赖副官长帕拉·土登为登，请他们安排。但此后，由于当时拉萨气氛紧张，有大批从西藏以外的康区等地逃来的起義人士，达赖看戏被谣传为要被西藏军区扣留，而且谣言愈演愈烈。3月10日，拉萨发生骚乱。3月12日，在布达拉宫前的印经院召开了“西藏独立国人民会议”，除了僧俗官员代表外，还有八、九百名起義武装分子以“人民代表”名义参加，会上选举噶伦索康·旺清格勒、大喇嘛绒朗色·土登诺桑、堪仲土登降秋、孜本雪苦巴·嘉样凯珠、孜本凯墨·索南旺堆等5人为会议领导人，在会上决定调整达赖警卫的负责人，以拉鲁·次旺多吉为总领头，另外有吞巴、喇嘛拉、夏江苏巴、帕拉·土登为登。鉴于形势无法控制，1959年3月17日，达赖及其随同人员索康·旺清格勒、柳霞·土登塔巴、先喀·居美多杰（夏苏）三位噶伦，达赖经师林仓·土登龙多·朗杰赤列、副经师赤江·罗桑益西，代理基巧堪布噶章·洛桑日增，副官长帕拉·土登为登，达赖的母亲、姐姐，一代本达拉·平措扎西（达赖姐夫）、二代本扎西白惹，四代本多卡色及其家属与担任警卫的200名藏军共约六百余人，于当晚10时左右逃离拉萨。
1959年3月26日，达赖一行逃至西藏山南隆子宗，宣布成立“西藏临时政府”。3月28日，中华人民共和国国务院总理周恩来发布国务院命令，责成西藏军区彻底鎮壓起義，并自即日起解散噶厦，由西藏自治区筹备委员会行使噶厦政府职权，重组西藏自治区筹备委员会，撤销包括帕拉·土登为登在内的18个“叛乱分子”的西藏自治区筹委会委员的一切职务，并按照中国法律分别惩处。3月30日，达赖一行逃到西藏山南错那宗，派两名代表赴印度的一个边防哨所，请求印度给予政治庇護。3月31日，印度总理尼赫鲁在人民院称“给予逹赖喇嘛政治庇護”，并给予“尊敬待遇”。当天，帕拉·土登为登、帕拉·扎西旺久陪同达赖及其亲属随从共8人，首批进入印度国境。
中国中央方面指控帕拉·土登为登为：1952年鲁康娃、洛桑扎西组织的“人民会议”的幕后中心人物；1954年1月在达赖受比丘戒时，要求安排一个独立国家的接受礼物仪式来接受中央代表的赠礼；1956年随达赖赴印度参加释迦牟尼诞生二千五百周年纪念时，和在印度的夏格巴、嘉乐顿珠等多次开会讨论“藏独”；1957年策动组织“四水六岗”运动，并组织“藏民大同盟”；1958年5月、6月间，支持恩珠仓自拉萨赴山南成立“政教保卫军”。
来到印度后，1960年帕拉·土登为登出任流亡政府内政部副噶伦。1965年任内政部噶伦。1964年任达赖驻欧洲的私人代表。1973年前后，他正在瑞士定居。
1986年，帕拉·土登为登逝世。